# Gladiator: Sword of Vengeance
Gladiator: Sword of Vengeance (in origine I Gladiator durante la sua fase di sviluppo) è un videogioco d'azione pubblicato nel 2003 per Microsoft Windows, PlayStation 2 e Xbox. Era anche prevista una versione per Nintendo GameCube, mai pubblicata. Il gioco è stato poi ripubblicato dalla Throwback Entertainment per Windows 10 il 20 dicembre 2016, e poi su Steam il 1* febbraio 2017.

## Trama
La trama del gioco è incentrata in un impero romano in decadenza: dopo aver assassinato l'imperatore Traiano, il senatore Arruntius sale al potere e si abbandona al vizio ed agli eccessi, mandando in malora la gloria di Roma. Il nuovo dittatore organizza numerosi giochi di gladiatori, che in realtà servono allo scopo di eliminare gli ultimi sostenitori di Traiano; vi partecipa anche Invictus Thrax, il preferito di Traiano stesso. Arruntius lo costringe ad affrontare uno dopo l'altro un gran numero di gladiatori avversari, ma Thrax li batte tutti con facilità. D'improvviso, durante un combattimento nel Colosseo, Thrax viene ucciso da una forza misteriosa.
Risvegliatosi nei campi elisi, incontra Romolo e Remo, che gli raccontano di come Arruntius abbia assassinato Traiano e stretto un patto con Fobos e Deimos, i due figli di Marte, e che Roma, con essa il mondo intero, sprofonderebbe nel caos a meno che Thrax non lo fermi. Dopo un lungo viaggio nei meandri dell'oltretomba, dove otterrà anche l'aiuto degli dei e affrontato centinaia di nemici, tra i quali scheletri viventi, ciclopi, psicopompi e tanti altri, Thrax raggiunge e sconfigge Fobos e Deimos, per poi ripristinare l'auge della lupa capitolina, ormai in rovina a causa della dittatura di Arruntius. Soddisfatti, Romolo e Remo riportano Thrax nel mondo dei vivi, dove il gladiatore affronta un'altra volta un percorso a ostacoli organizzato da Arruntius, irto di trappole e gladiatori. Dopo che il gladiatore raggiunge di nuovo il Colosseo, Arruntius arriva però a sacrificare la sua stessa figlia Lavinia, resuscitando Fobos e Deimos. Thrax affronta di nuovi gli dei oscuri e, grazie anche all'aiuto degli dei, riesce a sconfiggerli, per poi uccidere Arruntius lanciandogli contro la sua spada.
Appaiono quindi i due fratelli Romolo e Remo, che si congratulano con lui. Alla loro richiesta di unirsi a loro come campione degli dei in future battaglie, Thrax rifiuta, asserendo il suo stato da uomo libero, e preferendo combattere di nuovo per Roma come tale. Il gioco termina con Thrax che recita dei versetti da "The Coliseum At Rome" di Lord Byron, dettagliante la vita e la morte dei gladiatori.

## Modalità di gioco
I combattimenti in Gladiator sono veloci e poco tattici, e solitamente si deve eliminare i nemici per proseguire nel gioco; a volte bisognerà farlo in una prova a tempo. Per risolvere gli enigmi basterebbe prendere la chiave dai nemici caduti. Ad un certo punto della storia, si otterrà una apposita barra che si riempirà ad ogni colpo inferto al nemico, e che renderà potente Thrax mano a mano che combatte. Thrax inoltre otterrà poteri speciali donatogli dagli dei, come la saetta di Giove o la forza Erculea.

## Doppiaggio
| Personaggio          | Voce originale      | Voce italiana |
| -------------------- | ------------------- | ------------- |
| Invictus Thrax       | Sean Pertwee        | Luca Bottale  |
| Imperatore Arruntius | Chris Jojo          | Luca Sandri   |
| Romolo e Remo        | James Peter Gale    |               |
| Deimos               | Jayne Dowell        |               |
| Lavinia              | Spomenka Mladenovic |               |

## Accoglienza
| Testata                          | Versione   | Giudizio |
| -------------------------------- | ---------- | -------- |
| Metacritic (media al 31-01-2020) | PC         | 69/100   |
| Metacritic (media al 31-01-2020) | PS2        | 65/100   |
| Metacritic (media al 31-01-2020) | Xbox       | 65/100   |
| EGM                              | PS2 & Xbox | 4.83/10  |
| Game Informer                    | PS2        | 5.75/10  |
| Game Informer                    | Xbox       | 5.75/10  |
| GamePro                          | Xbox       | [ 11 ]   |
| GameSpot                         | PC         | 7.1/10   |
| GameSpot                         | PS2 & Xbox | 7.1/10   |
| GameSpy                          | PS2        | [ 14 ]   |
| GameSpy                          | Xbox       | [ 15 ]   |
| GameZone                         | Xbox       | 7/10     |
| IGN                              | PC         | 8/10     |
| IGN                              | PS2 & Xbox | 8/10     |
| OPM                              | PS2        | [ 19 ]   |
| OXM                              | Xbox       | 6.9/10   |
| PC Gamer                         | PC         | 62%      |
| Maxim                            | Tutte      | 8/10     |

Il gioco ha ricevuto un'accoglienza mista o altalenante su tutte le piattaforme stando alle recensioni aggregate sul sito web Metacritic.